# Leventisov mestni muzej Nikozije
 Leventisov mestni muzej v Nikoziji (grško Λεβέντιο Μουσείο, turško Leventis Müzesi) v Nikoziji na Cipru je dom obsežne zbirke ciprskih del, ki vključujejo arheološke artefakte, kostume, fotografije, srednjeveško keramiko, zemljevide in gravure, dragulje in pohištvo.

## Zgodovina
Leventisov mestni muzej v Nikoziji  predstavlja zgodovino in družbeni razvoj mesta Nikozija od bakrene dobe (3000 pr. n. št.) do danes. Muzej je bil ustanovljen leta 1984 na pobudo župana Nikozije, gospoda Lellosa Demetriadesa. Muzej je dobil ime po donatorju, fundaciji A. G. Leventis, ki je stavbo kupila in obnovila, z njo pa upravlja občina Nikozija. Leta 1985 je bilo ustanovljeno Društvo prijateljev muzeja. Njegov glavni cilj je pomagati pri obogatitvi muzejskih zbirk. Vsakdo se lahko pridruži temu združenju z letno naročnino 5 ciprskih funtov.
20. aprila 1989 sta občina Nikozija in fundacija Anastasios G. Leventis odprla muzej za javnost, prvi zgodovinski muzej na Cipru. Zbirke, prikazane v njegovih stalnih galerijah, predstavljajo več kot 5000 let zgodovine prestolnice. Zbirke muzeja so bile ustanovljene po letu 1984. Večina jih je bila zbrana z donacijami, zasebnimi zbirkami, sponzorstvom in posebnim financiranjem fundacije Anastasios G. Leventis. Donacije, povezane z zgodovino in družbenim razvojem Nikozije, so vedno dobrodošle.

## Danes
Razstave so razporejene tako, da obiskovalce vodijo od današnjih dni Nikozije, glavnega mesta Republike Ciper, do antičnega obdobja (3000 pr. n. št.). Muzej vsako leto organizira in gosti številne občasne razstave, predavanja, izobraževalne programe in druge dogodke. Muzejsko trgovino vodi Društvo prijateljev muzeja. Njihova naloga je povečati prodajo trgovine, tako da kupijo in nato podarijo muzeju nove predmete za njegove zbirke. Kupite lahko različne spominke, kopije starinskih predmetov, knjige in unikatna darila za prijatelje. V muzeju že od leta 1989 vsako šolsko leto organizirajo posebne izobraževalne programe za šolarje vseh starosti. Med letom organizirajo tudi posebne delavnice in izobraževalne programe za otroke in odrasle. Majhna knjižnica s publikacijami in drugim gradivom o zgodovini Nikozije ter redkimi in starimi publikacijami o Cipru je odprta za raziskovalce samo po dogovoru.

## Galerija
- Leventio building (detail).
- Leventio entrance.
- Leventio building (detail).
- Leventio façade.